# 100 Greatest Britons

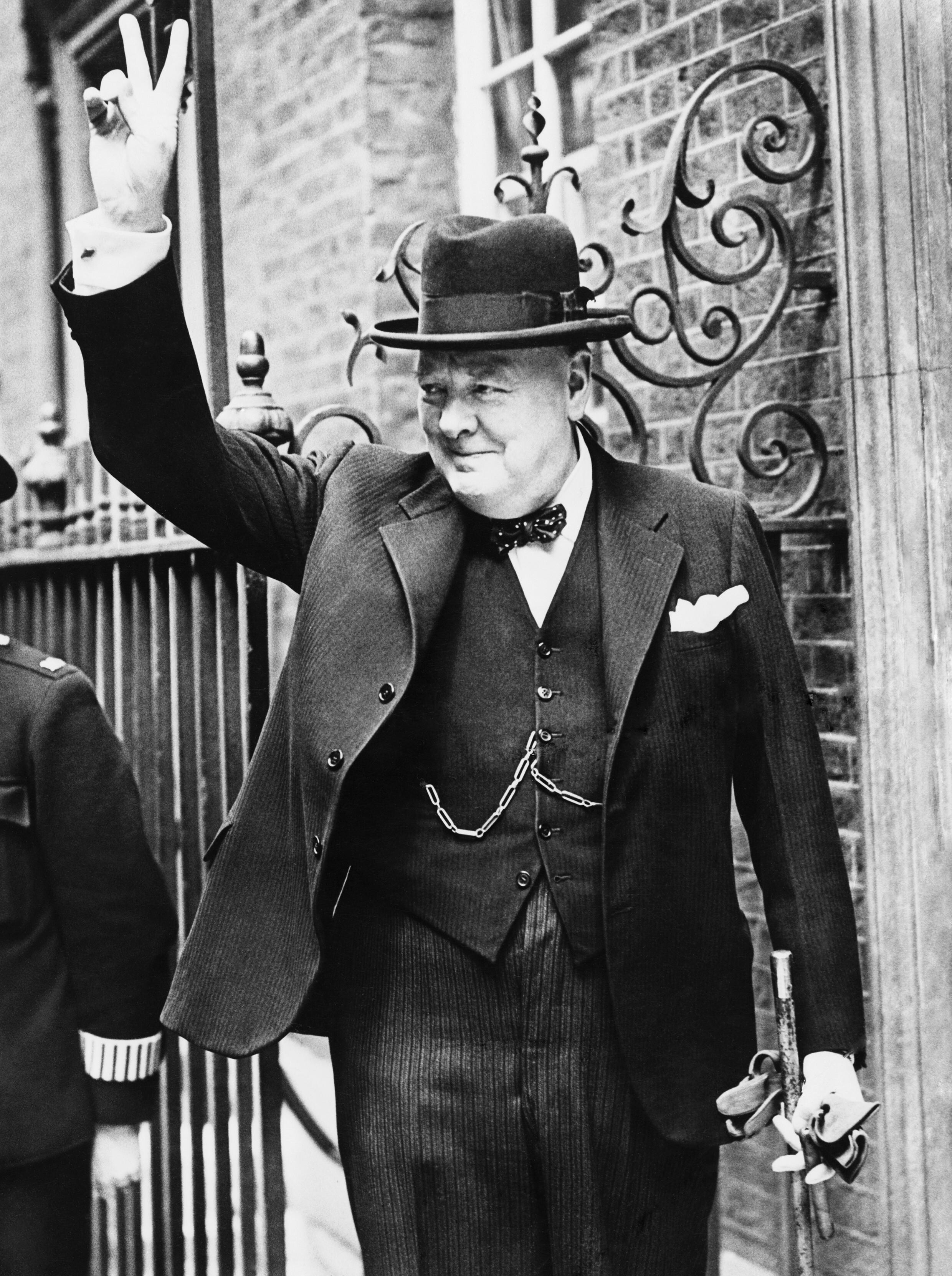
Winston Churchill, vincitore del premio come più grande britannico di tutti i tempi

100 Greatest Britons è una trasmissione televisiva della BBC del 2002 che per gioco ha eletto il più grande britannico di tutti i tempi. La trasmissione è stata un format per altri paesi, in Italia si è chiamata Il più grande (italiano di tutti i tempi) ed è andata in onda su Rai 2 nel 2010, presentata da Francesco Facchinetti.
In Regno Unito ne venne trasmessa nel 2003 una versione satirica e semiseria, intitolata 100 Worst Britons We Love to Hate, nella quale (come suggerisce il titolo) fu stilata la classifica dei 100 peggiori (tra i viventi), e che vide l'allora primo ministro Tony Blair, classificarsi al 1º posto, e Margaret Thatcher al 3°.

## Top Ten
1. Winston Churchill
2. Isambard Kingdom Brunel
3. Lady Diana
4. Charles Darwin
5. William Shakespeare
6. Isaac Newton
7. Elisabetta d'Inghilterra
8. John Lennon
9. Horatio Nelson
10. Oliver Cromwell

## Il format
Seguendo l'esempio della trasmissione della BBC del 2002, il "contest" si è esteso a molti paesi del globo terracqueo, dall'India al Sudafrica si sono imposti spesso personaggi storici di valore assoluto, ma non senza qualche sorpresa.